# Anatolij Szepel
Anatolij Mykołajowycz Szepel, ukr. Анатолій Миколайович Шепель, ros. Анатолий Николаевич Шепель, Anatolij Nikołajewicz Szepiel (ur. 12 grudnia 1949 w Kijowie) – ukraiński piłkarz, grający na pozycji napastnika, reprezentant Związku Radzieckiego.

## Kariera piłkarska

### Kariera klubowa
Rozpoczynał karierę piłkarską w juniorskiej i rezerwowej drużynie Dynama Kijów, skąd odszedł do trzecioligowej drużyny Awtomobilist Żytomierz, gdzie pokazał swój talent. Od 1971 był zawodnikiem drugoligowego Czornomorca Odessa. Dzięki jego 38 bramkom w sezonie 1973 zespół awansował do najwyższej ligi radzieckiej. W 1974 przeszedł do Dynama Kijów. Z kijowskim zespołem zdobył największe sukcesy: Mistrzostwo ZSRR w 1974 oraz krajowy puchar w 1974. Był jednak głównie rezerwowym. W 1975 przeszedł do Dinama Moskwa, gdzie zdobył miejsce w podstawowym składzie. W 1976 zdobył kolejne Mistrzostwo ZSRR. W 1978 powrócił do Czornomorca Odessa. Karierę zakończył w 1979.

### Kariera reprezentacyjna
20 maja 1974 w Odessie zadebiutował w radzieckiej reprezentacji w meczu z Czechosłowacją. Był to zarazem jego ostatni mecz w reprezentacji.

## Kariera trenerska
Po zakończeniu kariery piłkarskiej rozpoczął karierę trenerską. Obecnie pracuje na stanowisku dyrektora DJuFSz Dynamo Kijów im. Walerego Łobanowskiego.

## Sukcesy i odznaczenia

### Odznaczenia
- tytuł Mistrza Sportu ZSRR: 1973
- Medal "Za pracę i zwycięstwo": 2004[1]